# Apache Mahout
Apache Mahout è un progetto di Apache Software Foundation che consiste in un insieme di librerie relative all'apprendimento automatico, il cui numero è in costante crescita.
Si focalizza principalmente in tre aree:
- collaborative filtering;
- clustering;
- classification.

Sono inoltre fornite ulteriori librerie Java per le operazioni più comuni di algebra lineare e statistica. Gli algoritmi principali sono implementati su Apache Hadoop, che si basa sul paradigma MapReduce, senza però restringere il campo dei contributi accettati (ad esempio soluzioni che lavorano solo su un singolo nodo o su cluster non-Hadoop).